# Zichyújfalu
Zichyújfalu er en landsby i Ungarn. Byen har 854(2024) indbyggere og ligger i Fejér-provinsen. Dens nabobyer er Gárdony, Pusztaszabolcs, Szabadegyháza og Seregélyes.

## Seværdigheder
- Sankt Emerics kapel (romersk-katolsk kirke fra 1970'erne)
- Zichy slot

## Fodnoter
1. ↑  Zichyújfalu település választási eredményei, hentet 1. november 2019.
Zichyújfalu település választási eredményei, hentet 1. november 2019.
Zichyújfalu település választási eredményei, hentet 1. november 2019.
Zichyújfalu település választási eredményei, National Election Office, hentet 1. november 2019.
Zichyújfalu település választási eredményei, National Election Office, hentet 1. november 2019 (fra Wikidata).